# Jamie Campbell (personalidad)
Jamie Joseph Campbell, conocido artísticamente como Fifi la true es una drag queen y personalidad mediática británica, cuya historia inspiró el musical Everybody's Talking About Jamie y su posterior adaptación cinematográfica.

## Primeros años
Campbell nació en Bishop Auckland, condado de Durham, Inglaterra. Fue criado por su madre, Margaret, tras el divorcio de sus padres cuando tenía siete años. A los catorce años, se declaró homosexual.

## Documental
En 2011, Campbell contactó a diversas productoras con la propuesta de documentar su experiencia asistiendo al baile de graduación de su instituto en drag. La directora Jenny Popplewell, junto con la productora Firecracker Films, desarrolló el documental Jamie: Drag Queen at 16 para BBC Three, como parte de la serie Extraordinary Me.

## Musical
El director Jonathan Butterell descubrió el documental por casualidad y, conmovido por la historia, decidió adaptarla como un musical. Colaboró con el escritor Tom MacRae y el compositor Dan Gillespie Sells para desarrollar la obra.
Everybody’s Talking About Jamie (el musical), finalmente se estrenó en el Crucible Theatre de Sheffield en febrero de 2017. Posteriormente fue transferido al Teatro Apollo del West End en noviembre de ese mismo año, permaneciendo en cartelera hasta septiembre de 2021.
Además de dos giras por el Reino Unido, la obra ha tenido producciones internacionales en Estados Unidos, México,Italia,Corea del Sury Japón.Fue nominada a cinco premios Olivier, y ganó el premio al Mejor Musical Nuevo en los premios WhatsOnStage.Su primera versión al español, en México, recibió cinco premios Metro, entre ellos el premio del público.

## Película
Warp Films adquirió los derechos para adaptar Everybody’s Talking About Jamie al cine, con el mismo título. Jonathan Butterell, Tom MacRae y Dan Gillespie-Sells retomaron sus funciones como director, guionista y compositor, respectivamente. La película fue producida por New Regency y Film4 Productions, con distribución inicialmente a cargo 20th Century Studios (propiedad de Disney). 
Debido a la pandemia de COVID-19, su estreno —originalmente previsto para el 23 de octubre de 2020— fue pospuesto. Finalmente se estrenó el 17 de septiembre de 2021 a través de Amazon Prime Video, tras la adquisición de los derechos por parte de Amazon Studios.Previamente, tuvo funciones limitadas en cines selectos de Estados Unidos y participó en el Festival de Cine Frameline, como parte de la programación del Orgullo en San Francisco.
La película fue nominada a Mejor Película Británica en la 75ª edición de los Premios BAF.TA en 2022.